# Diastylis goodsiri
Diastylis goodsiri är en kräftdjursart som först beskrevs av Bell 1855.  Diastylis goodsiri ingår i släktet Diastylis och familjen Diastylidae. Arten är reproducerande i Sverige. Inga underarter finns listade i Catalogue of Life.

## Bildgalleri

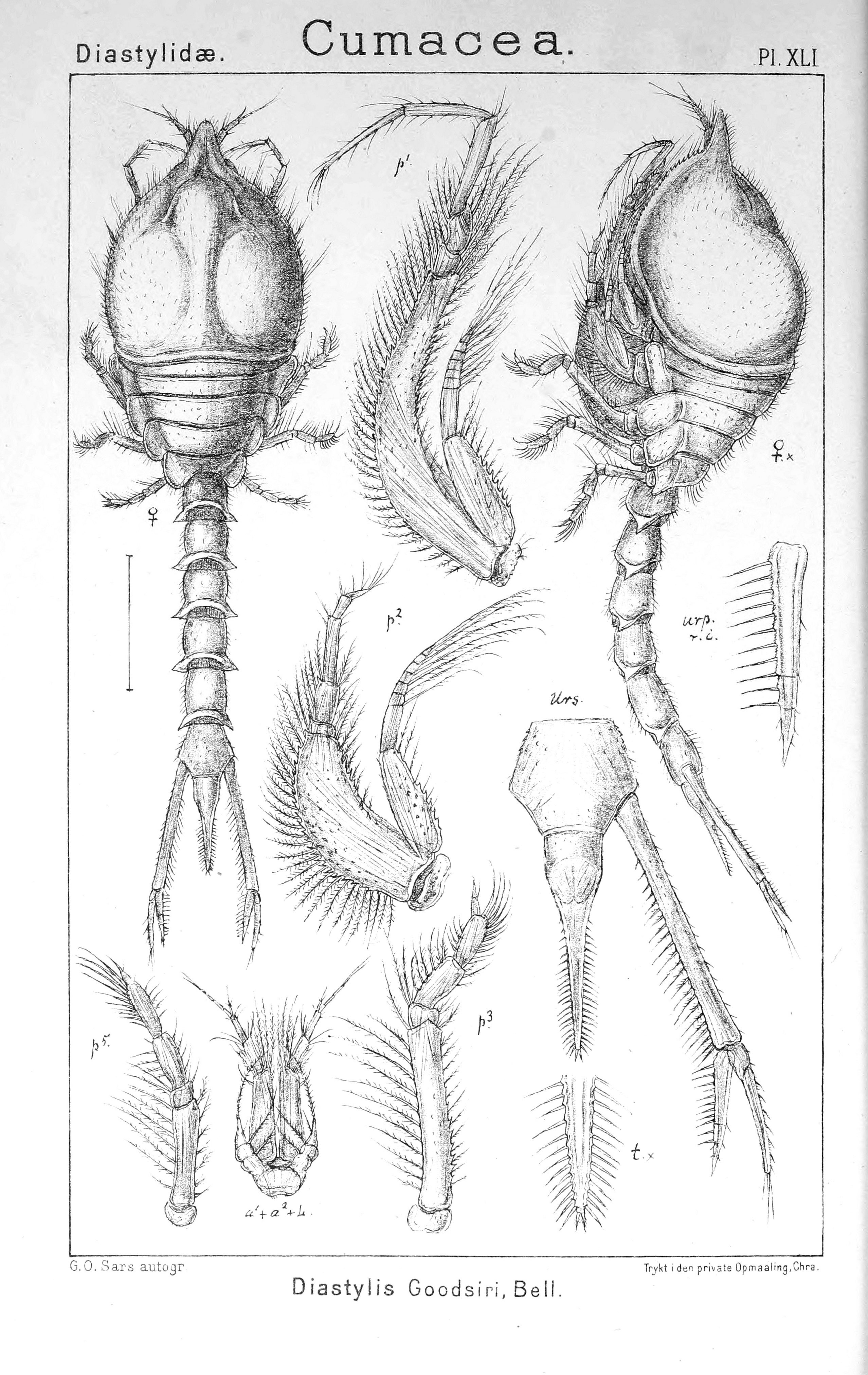